# 6339 Джіліберті
6339 Джіліберті (6339 Giliberti) — астероїд головного поясу, відкритий 20 вересня 1993 року.
Тіссеранів параметр щодо Юпітера — 3,509.